# Kypčacko-bolgarské jazyky
Kypčacko-bolgarské jazyky tvoří samostatnou podskupinu Kypčackých jazyků.

## Dělení

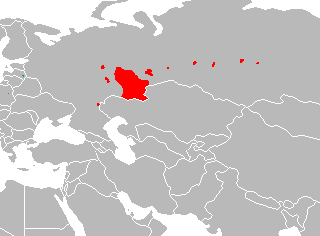
Mapa rozšíření Kypčacko-Bolgarských jazyků

- Kypčacko-bolgarské jazyky
  - tatarština
  - baškirština